# Milou en mai
Milou en mai is een Franse dramafilm uit 1990 onder regie van Louis Malle.

## Verhaal
Als Madame Vieuzac in mei 1968 sterft in haar landhuis nabij Bordeaux, brengt haar zoon Milou de rest van de familie op de hoogte. Niet lang daarna komt de familie aan op het landhuis om de erfenis te verdelen. Omdat het kerkhofpersoneel staakt, moet de begrafenis van Madame Vieuzac worden uitgesteld. Het hele gezelschap zal enkele dagen samen moeten doorbrengen op het landhuis. Intussen woedt de revolte van mei '68 in de rest van Frankrijk.

## Rolverdeling
| Acteur            | Personage      |
| ----------------- | -------------- |
| Miou-Miou         | Camille        |
| Michel Piccoli    | Milou          |
| Michel Duchaussoy | Georges        |
| Bruno Carette     | Grimaldi       |
| Paulette Dubost   | Madame Vieuzac |
| Harriet Walter    | Lily           |
| Martine Gautier   | Adèle          |
| Rozenne Le Tallec | Marie-Laure    |
| Dominique Blanc   | Claire         |